# چخ زابووتنه
چخ زابووتنه (به لهستانی:  Czechy Zabłotne) یک روستا در لهستان است که در گمینا اورلا واقع شده‌است.